# Ангел Велчев (революционер)
Ангел Атанасов Велчев е български революционер, деец на Вътрешната македоно-одринска революционна организация.

## Биография
Ангел Велчев е роден в 1868 година в неврокопското българско село Осиково, тогава в Османската империя, днес в България. Завършва IV отделение и работи като зидар. Присъединява се към ВМОРО. Участва в Илинденско-Преображенското въстание от лятото на 1903 година и се сражава в боя при село Пирин, Мелнишко и в боя при Обидим и Кремен, Неврокопско.
При избухването на Балканската война в 1912 година е доброволец в Македоно-одринското опълчение и служи в четата Георги Мяхов и четата на Стоян Мълчанков, нестроевата рота на 13-а кукушка дружина.
На 5 март 1943 година, като жител на Осиково, подава молба за българска народна пенсия, която е одобрена и пенсията е отпусната от Министерския съвет на Царство България.